# Мингин, Иосиф Феликсович
Иосиф Феликсович Мингин (12 октября 1855 — 29 октября 1931 Выборг, Финляндия) — генерал-лейтенант Российской императорской армии. Участник русско-турецкой, русско-японской и Первой мировой войн. Обладатель Золотого оружия «За храбрость» (1906). С 1912 году был командиром 2-й пехотной дивизией. 17 августа 1914 года вместе с остатками от этой дивизии был пленён. Эмигрировал в Финляндию.

## Биография
Иосиф Феликсович Мингин родился 12 октября 1855 года в дворянской семье Ковенской губернии. По вероисповеданию был реформатом. Окончил 1-ю Варшавскую классическую гимназию.
11 апреля 1872 году поступил на службу в Российскую императорскую армию в звании младшего унтер-офицера на правах вольноопределяющимся. Службу начал во 2-м сапёрном батальоне. В 1875 году окончил 2-е военное Константиновское училище по 1-му разряду, из которого в чине прапорщика со старшинством с 4 августа 1875 года был распределён во 2-ю гренадерскую артиллерийскую бригаду, но так и не прибыл в бригаду. В сентябре 1875 года был прикомандирован к 3-й гвардейской и гренадерской арт. бригаде, а уже 10 числа этого же месяца был переведён в гренадерскую батарею этой бригады. В чин подпоручика был произведён со старшинством с 9 декабря 1876 года.
Принимал участие в русско-турецкой войне, во время которой получил ранение. 26 декабря 1877 года получил старшинство в чине поручика. 3 июня 1879 года был переведён в гвардейскую батарею лейб-гвардии 3-й артиллерийской бригады в чине подпоручика гвардии со старшинством с 22 мая 1877 года. 24 марта 1885 года был произведён в поручики гвардии со старшинством с 1 января 1885 года, в чин штабс-капитана был произведён со старшинством с 1 апреля 1890 года. 14 октября 1891 года был переведён был переведён в 5-ю гвардейскую батарею, которая находилась в составе 2-й резервной артиллерийской бригады. В чин капитана был произведён со старшинством с 30 августа 1894 года. С 17 ноября 1895 года по 27 февраля 1901 года занимал должность командира 3-й батареи лейб-гвардии 3-й артиллерийской бригады. В полковники был произведён со старшинством с 6 декабря 1895 года. С 27 февраля по 4 сентября 1903 года был командиром 3-го дивизиона лейб-гвардии 3-й артиллерийской бригады. В 1903 году «за отличие» был произведён в генерал-майоры со старшинством с 6 декабря того же года. Был командиром 41-й артиллерийской бригады, с 4 сентября 1903 года по 13 августа 1905 года.
Участвовал в русско-японской войне. С 13 августа по 9 ноября 1905 года находился в распоряжении Главнокомандующего войсками на Дальнем Востоке. С 9 ноября 1905 года по 21 июня 1906 года был исправляющим должность начальника артиллерии 1-го сводного стрелкового корпуса, 21 июня 1906 года стал командиром лейб-гвардии 3-й артиллерийской бригады, а с 13 октября 1907 года был исправляющим должность инспектора артиллерии 13-го армейского корпуса, 21 ноября 1907 года назначен исправляющим должность начальника артиллерии 5-го армейского корпуса. 6 декабря 1907 года «за отличие» был произведён в генерал-лейтенанты с утверждением в должности начальника артиллерии 5-го армейского корпуса. Занимал этот пост до 25 июля 1910 года, с 25 июля 1910 года по 20 сентября 1912 года был инспектором артиллерии 23-го армейского корпуса. 20 сентября 1912 года занял должность начальника 2-й пехотной дивизии.
Был участником Первой мировой войны. 17 августа 1914 года в Комиссинском лесу попал в плен, вместе с остатками 2-й пехотной дивизии. Высочайшим приказом от 27 сентября 1914 года был исключён из списков как пропавший без вести. Во время нахождения в плену содержался в лагере Вайльбург (Германия).
Эмигрировал в Финляндию. Скончался 29 октября 1931 года в Выборге, который на тот момент находился на территории Финляндии.

## Награды
Иосиф Феликсович Мингин был пожалован следующими наградами:
- Золотое оружие «За храбрость» (Высочайший приказ от 25 февраля 1906)
- Орден Святого Владимира 3-й степени с мечами (21 сентября 1907);
- Орден Святого Владимира 4-й степени (1 января 1901); бант к ордену (22 сентября 1914);
- Орден Святой Анны 2-й степени (6 декабря 1887);
- Орден Святой Анны 3-й степени (30 августа 1885);
- Орден Святой Анны 4-й степени (21 февраля 1878);
- Орден Святого Станислава 1-й степени (6 декабря 1910);
- Орден Святого Станислава 2-й степени (30 августа 1894);
- Орден Святого Станислава 3-й степени с мечами (10 апреля 1878).